# Ulrich Himbsel

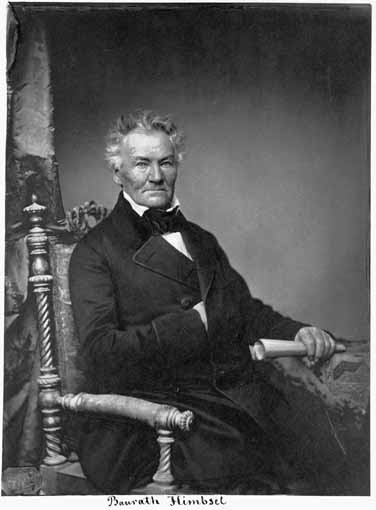
Ulrich Himbsel

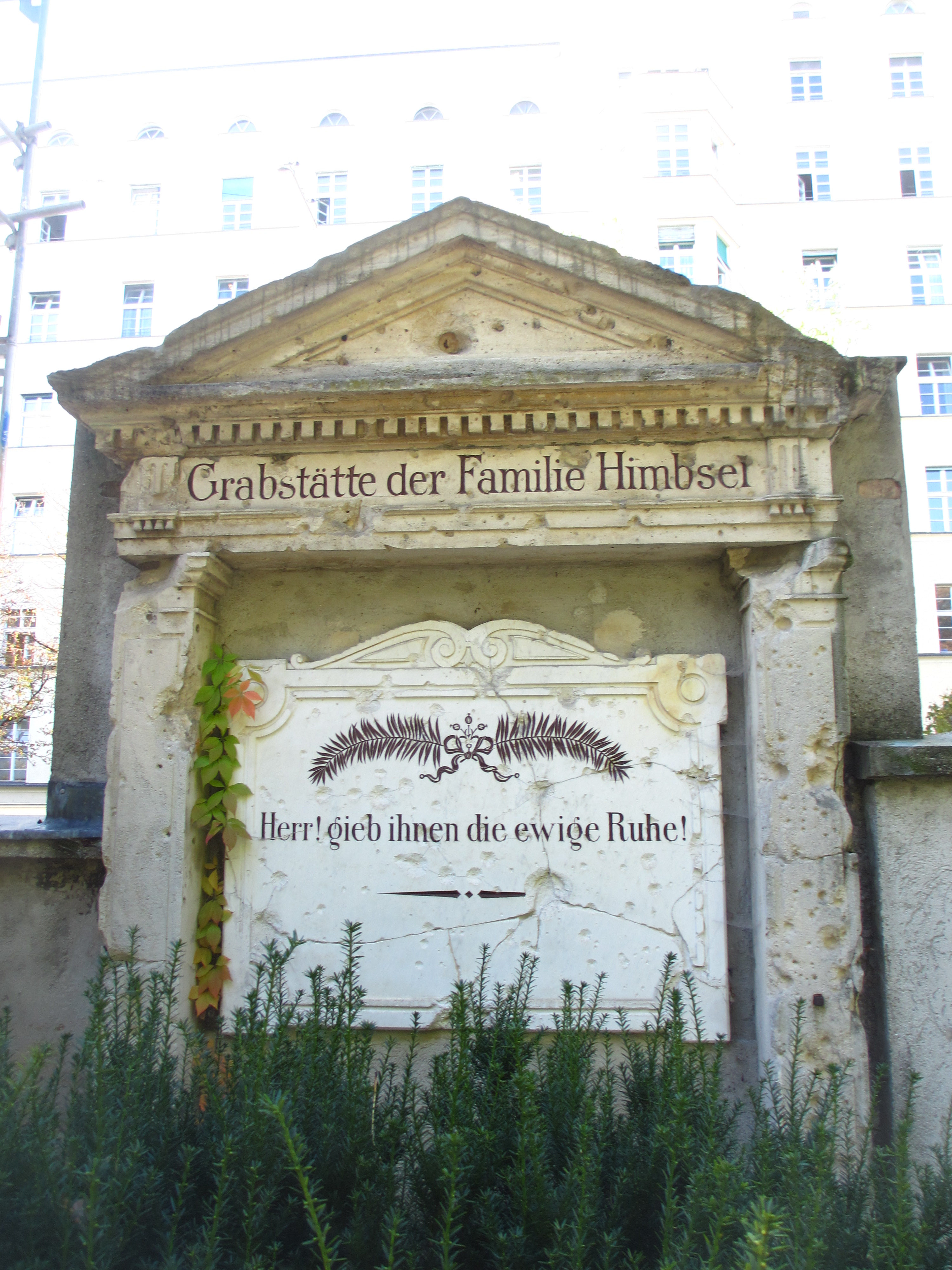
Grab von Johann Himbsel auf dem Alten Südlichen Friedhof in München

Ulrich Himbsel (* 30. Januar 1787 in Neukirchen bei Sulzbach-Rosenberg in der Oberpfalz; † 27. April 1860 in München; vollständiger Name: Johann Ulrich Himbsel) war ein deutscher Architekt und bayerischer Baubeamter; er war im Staatsdienst am Bau der Eisenbahnstrecke von München nach Augsburg beteiligt und später als Bauunternehmer am Bau der Eisenbahnstrecke von München nach Starnberg.

## Leben
Nach dem Besuch der Sonntagsschule ab 1803 in München war Himbsel ab 1806 in Paris im Büro des Generalbauinspektors Molines tätig. 1811 wurde er zum Bauaufseher und 1815 zum technischen Mitglied der königlichen Baukommission ernannt, 1818 zum Baurat der Lokalbaubehörde München. 1851 wurde unter seiner Leitung das erste Dampfschiff, die Maximilian, auf dem Starnberger See eingesetzt.

## Namensgeber
An Baurat Himbsel erinnern unter anderem je ein Himbsel-Weg in Stockdorf und Gräfelfing sowie eine Himbselstraße in seinem Geburtsort Neukirchen. In Leoni am Starnberger See befindet sich der 1856 von Himbsel gestiftete, unter Denkmalschutz stehende Himbsel’sche Kreuzweg mit einer Kapelle am Beginn und 14 Stationskapellen mit Reliefs von Anton Ganser.

## Grabstätte
Die Grabstätte von Himbsel befindet sich auf dem Alten Südlichen Friedhof in München (Mauer Rechts Platz 241 bei Gräberfeld 14) Standort.

## Eisenbahnstrecke München – Starnberg
Am 7. August 1849 wurde auf Geheiß des bayerischen Königs Max II. eine „Aktiengesellschaft für den Zweck des Bauens und Betriebes einer Eisenbahn von München nach Starnberg“ gegründet. Unter der Leitung von Baurat Ulrich Himbsel, der als Privatmann für diese Unternehmung ein Darlehen aufnahm, wurde die Bahnstrecke gebaut, so dass bereits fünf Jahre später, am 24. November 1854 der erste Zug von München nach Starnberg fahren konnte. Als Pachtbahn wurde sie von den Königlich Bayerischen Staatseisenbahnen betrieben und verwaltet. Im Jahr 1861 kaufte der Bayerische Staat die Eisenbahn-AG, was Himbsels Erben einen ansehnlichen Gewinn brachte.

## Werk
- 1827: Villa Hackländer, eigenes Landhaus am Starnberger See
- 1827–1829: Schule Von-der-Tann-Straße 2 in München
- 1840: Eisenbahnlinie München – Augsburg
- 1849–1854: Eisenbahnlinie München – Starnberg
- 1857: 14 Kreuzweg-Stationen am Starnberger See

sowie:
- Schule am Fingergäßchen in München (nicht erhalten)
- Schule an der Luisenstraße in München
- Himbselhaus am Lenbachplatz in München (nicht erhalten)
- Englisches Café in München (nicht erhalten)